# Пишарели
Пишарели је насеље у Италији у округу Рим, региону Лацио.
Према процени из 2011. у насељу је живело 255 становника. Насеље се налази на надморској висини од 291 м.